# سد خرص
سد خرص هو سد خرساني في المملكة العربية السعودية افتتح في عام 1431 هـ ويقع في مركز بللسمر التابع لمنطقة عسير، الغرض الرئيسي من السد هو توفير مياه الشرب لسكان المنطقة.

## الخصائص
أنشئ سد خرص سنة 1431 هــ للاستعاضة عن مياه الآبار الجوفية وتوفير مياه الشرب لسكان المنطقة والاستفادة من موارد المياه في المستجمع المائي، حاجزه من النوع الخرساني، يبلغ طول السد 80 مترًا وارتفاعه يبلغ 9 أمتار وبسعة تخزينية تفوق 800 000 متر مكعب.
المشروع من إنجاز شركة الوجيه للمقاولات 

## الموقع
يقع سد السودة غرب مدينة تنومة ببلاد بللسمر شق الطريق الرئيسي رقم 15. والتي تقع شمال غرب مدينة أبها بمسافة 90 كم. وإلى الجنوب من السد تتموضع جبال ذات الارتفاع الذي يفوق 1 850 مترعن مستوى البحر.

## وصلات خارجية
- خريطة أبها بسلم 1:500000
- سد وادي خرص. بعد الامطار على يوتيوب
- سد وادي خرص 1433ه على يوتيوب
- سد وادي خرص على يوتيوب